# Simmental (taurine)

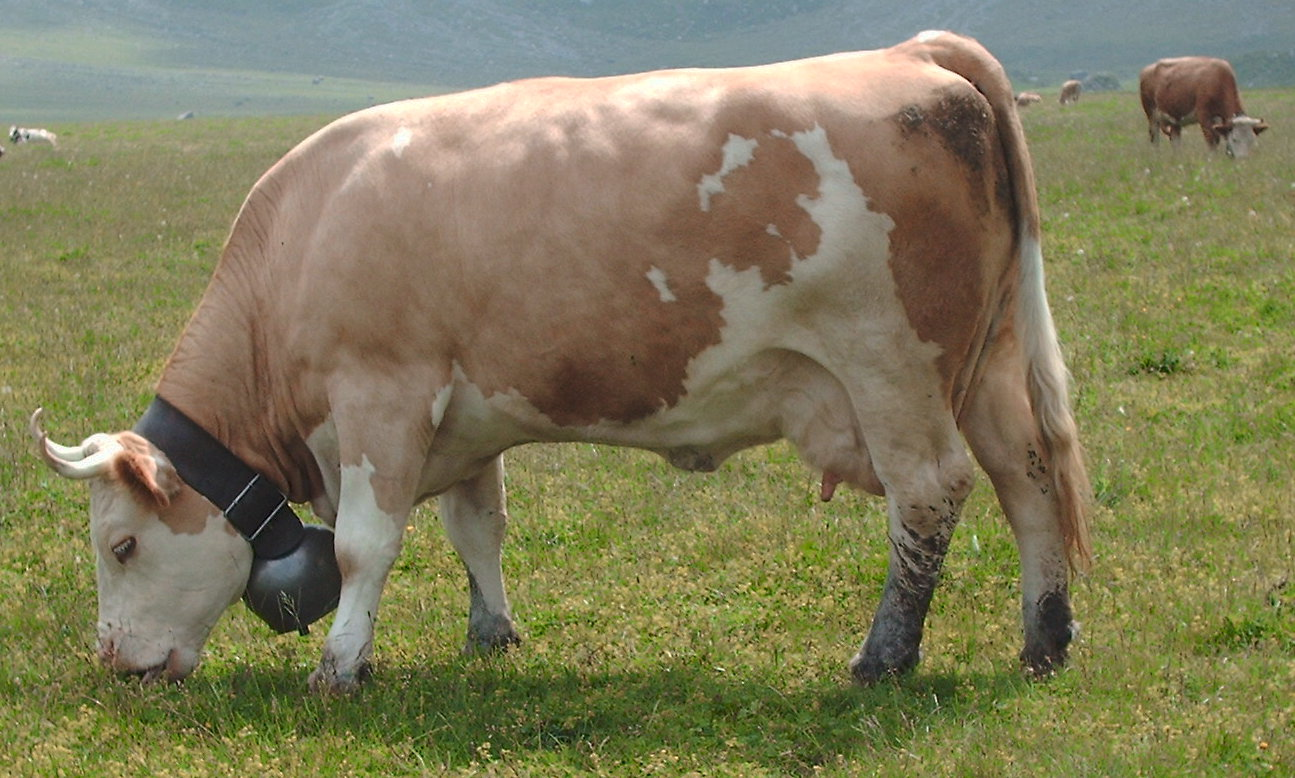
Vacă de rasă Simmental

Simmental este o rasă de taurine originară din Valea Simmental în Elveția, bună producătoare de lapte și carne.
Culoarea corpului este bălțată, albă cu pete de un roșiatic sau gălbui mai închis sau mai deschis. Capul și picioarele, de la genunchi sau jaret în jos, sunt albe, iar botul este de culoare roz.
Vacile au greutatea de 600-700 kg, iar taurii de 900-1.000 kg. Randamentul la tăiere este de 60%. Producția medie anuală de lapte oscilează între 3.000-5.000 litri. Unele linii selecționate din rasa Simmental dau o cantitate ce ajunge până la 8.000-10.000 litri pe an. Conținutul de grăsimi este de 3,8%.
Rasa Simmental se caracterizează pin mare varietate în privința constituției și conformației. Are răspândire mare în Europa. Această rasă stă la baza formării rasei bălțata românească.